# 乌拉尔经济地区
乌拉尔经济地区（俄语：Ура́льский экономи́ческий райо́н），又译乌拉尔经济区，简称乌拉尔，是俄罗斯的12个经济地区之一。北部起于乌拉尔山北段，南邻哈萨克斯坦，大致位于乌拉尔山脉的中部，部分位于山脉的南部和北部，此外部分位于东欧平原和西西伯利亚平原。该地区包括斯维尔德洛夫斯克州、车里雅宾斯克州、彼尔姆州、奥伦堡州、库尔干州、巴什科尔托斯坦共和国与乌德穆尔特共和国。
该地区总面积约为82.4万平方千米，人口总数于2002年已达1237万。

## 产业发展
乌拉尔山以东为西西伯利亚平原，以西为俄罗斯平原的西北部，从而铸就了丰富的石油、天然气、铁、铜、铝土矿、锌、镍、钛、钒、金、铂族、钾盐、菱镁矿、石棉、煤等矿藏含量。这也让乌拉尔经济区成为了全俄最大的重工业区。
乌拉尔经济区工业以钢铁、有色冶金、机械、化工、电力为主，同时兼顾森林、木材和农畜产品加工等。该地区农牧业较发达，主产麦类及饲料作物。乳肉畜牧业重要。以铁路、管道为主体的交通运输业发达。主要城市有叶卡捷琳堡、车里雅宾斯克、彼尔姆、乌法等。该地区为将良好的工业基础带来的效益最大化，建造了较为发达的铁路网。该地区的大部分运输都依赖于铁路，铁路的运营长度约为10000公里。
烏拉爾經濟區佔2008年全國GDP的10％。

## 地理和自然資源
該地區被屬於伏爾加盆地，奧布盆地和烏拉爾河流域的河流所穿越。

## 運輸
火車佔該地區的大部分運輸，鐵路的運營長度約為10,000公里。

## 考古文化
考古发现，是从乌拉尔山中、南段西麓到额尔齐斯河下游右岸，实际上包括了南乌拉尔地区和西西伯利亚地区的最西部。这不仅是因为乌拉尔靠近环黑海、中亚两个发达的古代文化区，且处在最重要的交通路线上，还因为自青铜时代以来，乌拉尔地区富集的铜矿吸引了来自其他地方的“工业移民”。这些人与当地居民携手进行了一系列的技术和制度上的创新。后来的安德罗诺沃文化正是以此为基础，并且从此处发端，席卷了整个欧亚草原。这一文化现象及后续连锁反应，对欧亚大陆的古代文化产生了深远的影响。比如，对中国文明有着重大影响的冶金、家马和马车，都有可能追溯至此。
乌拉尔考古与西西伯利亚考古一样，是伴随着俄罗斯帝国对西伯利亚地区的开拓而发展起来的。17世纪末、18世纪初，随着乌拉尔地区采矿业的兴起，一些古代矿井连同其他遗迹渐为人所知，并引起了一些学者的注意。18世纪后期俄罗斯科学院组织的“大科考”（1768—1774）也对乌拉尔地区的古迹进行了调查。
从19世纪中期开始，俄国知识界对古物古迹的热情空前高涨，不仅成立了全国性的学术团体帝国地理学会（1845）、莫斯科考古学会（1864），还成立了帝国考古委员会（1859），对国家的考古事业进行管理。与此相应，1870年在叶卡捷琳堡成立了地方性的学术团体——乌拉尔博物学会。在此背景下，乌拉尔的考古事业开始起步。虽然当时的工作包括古代遗迹的调查、测量、登记、保护和发掘，大多是由地方学者自发进行的，但已经表现出相当高的专业水准。
1941年，巴德尔从苏德战场前线撤回，分配至下塔吉尔；1944—1946年在下塔吉尔地方志博物馆工作；此后的九年，一直在彼尔姆国立大学工作。1955年，巴德尔返回莫斯科，重新入职苏联科学院考古研究所。其在彼尔姆大学的9年里创建了乌拉尔考古学派；他的学生以及再传弟子们，也在之后成为了20世纪六七十年代以后乌拉尔考古学研究的中坚力量。
20世纪五六十年代，苏联开始了大规模的经济建设，配合基建尤其是配合修建水库的抢救性考古发掘工作在全国范围展开。1960年，巴德尔在彼尔姆大学的学生格宁格，结束了在苏联科学院喀山分部历史语言与文学研究所研究生阶段的学习后，来到烏拉爾聯邦大學组建了乌拉尔考古队。在相当长的时间里（直至20世纪70年代中期格宁格出走乌克兰），乌拉尔考古队在乌拉尔和西西伯利亚地区实施了很多考古项目，其中包括1987年为了配合水利建设于20世纪70年代对著名的辛塔什塔遗址和阿尔卡伊姆遗址的发掘。后来这两个考古项目被列为20世纪俄罗斯最大的考古发现。目前阿尔卡伊姆遗址的发掘和保护工作仍在进行，阿尔卡伊姆历史文化保护区已经成为非常重要的科研基地。
乌拉尔考古队和乌拉尔-哈萨克斯坦考古队在乌拉尔地区的考古学中发挥了重要作用，它们不仅为烏拉爾聯邦大學、车里雅宾斯克大学和车里雅宾斯克师范大学、南乌拉尔国立大学培养了大批的专业人才，还凭借辛塔什塔、阿尔卡伊姆遗址，使車里雅賓斯克成为乌拉尔考古特别是乌拉尔青铜时代考古的核心地区。

## 联邦主体
- 巴什科尔托斯坦共和国
- 车里雅宾斯克州
- 奥伦堡州
- 彼尔姆边疆区
- 库尔干州
- 斯维尔德洛夫斯克州
- 乌德穆尔特共和国